# Achy
Achy és un municipi francès, situat al departament de l'Oise i a la regió dels Alts de França. L'any 2007 tenia 330 habitants.

## Demografia

### Població
El 2007 la població de fet d'Achy era de 330 persones. Hi havia 127 famílies de les quals 28 eren unipersonals (12 homes vivint sols i 16 dones vivint soles), 32 parelles sense fills, 55 parelles amb fills i 12 famílies monoparentals amb fills.
La població ha evolucionat segons el següent gràfic:
Habitants censats

### Habitatges
El 2007 hi havia 146 habitatges, 128 eren l'habitatge principal de la família, 11 eren segones residències i 7 estaven desocupats. 140 eren cases i 6 eren apartaments. Dels 128 habitatges principals, 108 estaven ocupats pels seus propietaris, 14 estaven llogats i ocupats pels llogaters i 6 estaven cedits a títol gratuït; 1 tenia dues cambres, 18 en tenien tres, 30 en tenien quatre i 80 en tenien cinc o més. 95 habitatges disposaven pel capbaix d'una plaça de pàrquing. A 55 habitatges hi havia un automòbil i a 68 n'hi havia dos o més.

### Piràmide de població
La piràmide de població per edats i sexe el 2009 era:
| Homes | Edats   | Dones |
| ----- | ------- | ----- |
| 0     | 95 o +  | 0     |
| 0     | 90 a 94 | 4     |
| 4     | 85 a 89 | 0     |
| 0     | 80 a 84 | 0     |
| 4     | 75 a 79 | 0     |
| 4     | 70 a 74 | 4     |
| 8     | 65 a 69 | 12    |
| 4     | 60 a 64 | 0     |
| 4     | 55 a 59 | 12    |
| 12    | 50 a 54 | 16    |
| 20    | 45 a 49 | 16    |
| 20    | 40 a 44 | 12    |
| 8     | 35 a 39 | 4     |
| 16    | 30 a 34 | 12    |
| 4     | 25 a 29 | 4     |
| 4     | 20 a 24 | 12    |
| 16    | 15 a 19 | 12    |
| 16    | 10 a 14 | 4     |
| 8     | 5 a 9   | 8     |
| 8     | 0 a 4   | 8     |

## Economia
El 2007 la població en edat de treballar era de 222 persones, 171 eren actives i 51 eren inactives. De les 171 persones actives 152 estaven ocupades (85 homes i 67 dones) i 19 estaven aturades (7 homes i 12 dones). De les 51 persones inactives 25 estaven jubilades, 16 estaven estudiant i 10 estaven classificades com a «altres inactius».

### Ingressos
El 2009 a Achy hi havia 131 unitats fiscals que integraven 352 persones, la mediana anual d'ingressos fiscals per persona era de 17.802 €.

### Activitats econòmiques
Dels 10 establiments que hi havia el 2007, 2 eren d'empreses de fabricació d'altres productes industrials, 1 d'una empresa de construcció, 2 d'empreses de comerç i reparació d'automòbils, 1 d'una empresa d'hostatgeria i restauració, 2 d'empreses immobiliàries, 1 d'una entitat de l'administració pública i 1 d'una empresa classificada com a «altres activitats de serveis».
Dels 2 establiments de servei als particulars que hi havia el 2009, 1 era una fusteria i 1 agència immobiliària.
L'únic establiment comercial que hi havia el 2009 era una botiga de mobles.
L'any 2000 a Achy hi havia 9 explotacions agrícoles.

## Equipaments sanitaris i escolars
El 2009 hi havia una escola elemental integrada dins d'un grup escolar amb les comunes properes formant una escola dispersa.

## Poblacions més properes
El següent diagrama mostra les poblacions més properes.